# Karl-Theodor-von-Dalberg-Gymnasium
Das Karl-Theodor-von-Dalberg-Gymnasium in Aschaffenburg ist ein nach dem letzten Erzkanzler des Hl. Römischen Reiches und Kurfürsten von Mainz, Karl Theodor von Dalberg, benanntes musisches und sprachliches Gymnasium.

## Geschichte der Schule
Die Schule wurde 1875 als Königlich Bayerische Höhere Weibliche Bildungsanstalt Aschaffenburg im Schönborner Hof gegründet und war die erste staatliche Anstalt dieser Art in Bayern. Sie gliederte sich in eine Höhere Mädchenschule und ein Seminar für Volksschullehrerinnen. Jährlich steigende Schülerzahlen machten eine Erweiterung der Schule unumgänglich.
Nachdem am 25. April 1905 der Grundstein gelegt worden war, wurde die Königliche Weibliche Bildungsanstalt Aschaffenburg am 2. Oktober 1906 in der Grünewaldstraße eröffnet. Im Jahre 1912 hatte die Lehrerinnenbildungsanstalt sechs Klassen. Von 1918 bis 1925 wurde die Schule zur Bayerischen Höheren Weiblichen Bildungsanstalt Aschaffenburg, von 1925 bis 1935 die Lehrerinnenbildungsanstalt Aschaffenburg.
Die Schule musste aufgrund schwerer Schäden durch Luftangriffe am 22. November 1944 schließen und wurde am 18. Juni 1946 als Lehrerinnenbildungsanstalt mit Aufbauschule für Mädchen wieder eröffnet. Zehn Jahre später wurde die Lehrerinnenbildungsanstalt aufgelöst. Mit Beginn des Schuljahres 1956/1957 trug sie den Namen Deutsches Gymnasium Aschaffenburg und war eine höhere Schule für Mädchen und Knaben. Im Jahr 1965 erhielt die Schule den Namen Karl-Theodor-von-Dalberg-Gymnasium; es wurde das neunjährige musische Gymnasium eingeführt. 1972/73 kam der neusprachliche Zweig zum musischen hinzu.
Das Gymnasium feierte im Jahr 2005 mit zahlreichen musikalischen Darbietungen den 200. Geburtstag der Idee Dalbergs, das Schulwesen zu reformieren, das 130-jährige Jubiläum der Gründung der Schule im Schönborner Hof, die 100-jährige Grundsteinlegung sowie die 40-jährige Namensgebung des Gebäudes.

## Bildungsangebot
Am Karl-Thedor-von-Dalberg-Gymnasium Aschaffenburg gibt es sowohl einen sprachlichen als auch einen musischen Zweig.

### Das Sprachliche Gymnasium
Im Sprachlichen Gymnasium sind vertiefte Kenntnisse in drei Fremdsprachen verpflichtend. Das Dalberg-Gymnasium bietet drei Ausbildungsrichtungen an:
mit beginnendem Englisch

Englisch ab Klasse 5, Latein ab Klasse 6, Französisch, Italienisch oder Spanisch ab Klasse 8
mit beginnendem Englisch – bilingualer Zweig

Englisch ab Klasse 5, Latein ab Klasse 6, Französisch, Italienisch oder Spanisch ab Klasse 8

verstärkter Englisch-Unterricht in Klasse 5 und 6; bilingualer Fachunterricht in den Klassen 7 bis 12 in Geographie, Wirtschaft und Recht, Geschichte und Physik
mit beginnendem Französisch

Französisch ab Klasse 5, Englisch ab Klasse 6, Italienisch oder Spanisch ab Klasse 8

### Das Musische Gymnasium
Hierbei wird ein besonderer Schwerpunkt auf eine weitreichende musische, künstlerische und ästhetische Bildung gelegt.
Wichtige Merkmale sind

ab Jahrgangsstufe 5:
- Musik als Kernfach
- Erste Fremdsprache ab der 5. Klasse: Englisch
- Zweite Fremdsprache ab der 6. Klasse: Latein[3]
- Freiwillige Teilnahme am Chor, Orchester oder einer anderen Instrumentalgruppe
- Instrumentalunterricht: eine Instrumentalstunde in Kleingruppen von 2 bis 3 Schülern

ab Jahrgangsstufe 8:
- 1 Musikstunde mehr
- 1 Kunststunde mehr
- 1 Profilstunde (z. B. Bewegungskünste oder Vertiefung der Kunsterziehung)

## Schulpartnerschaften

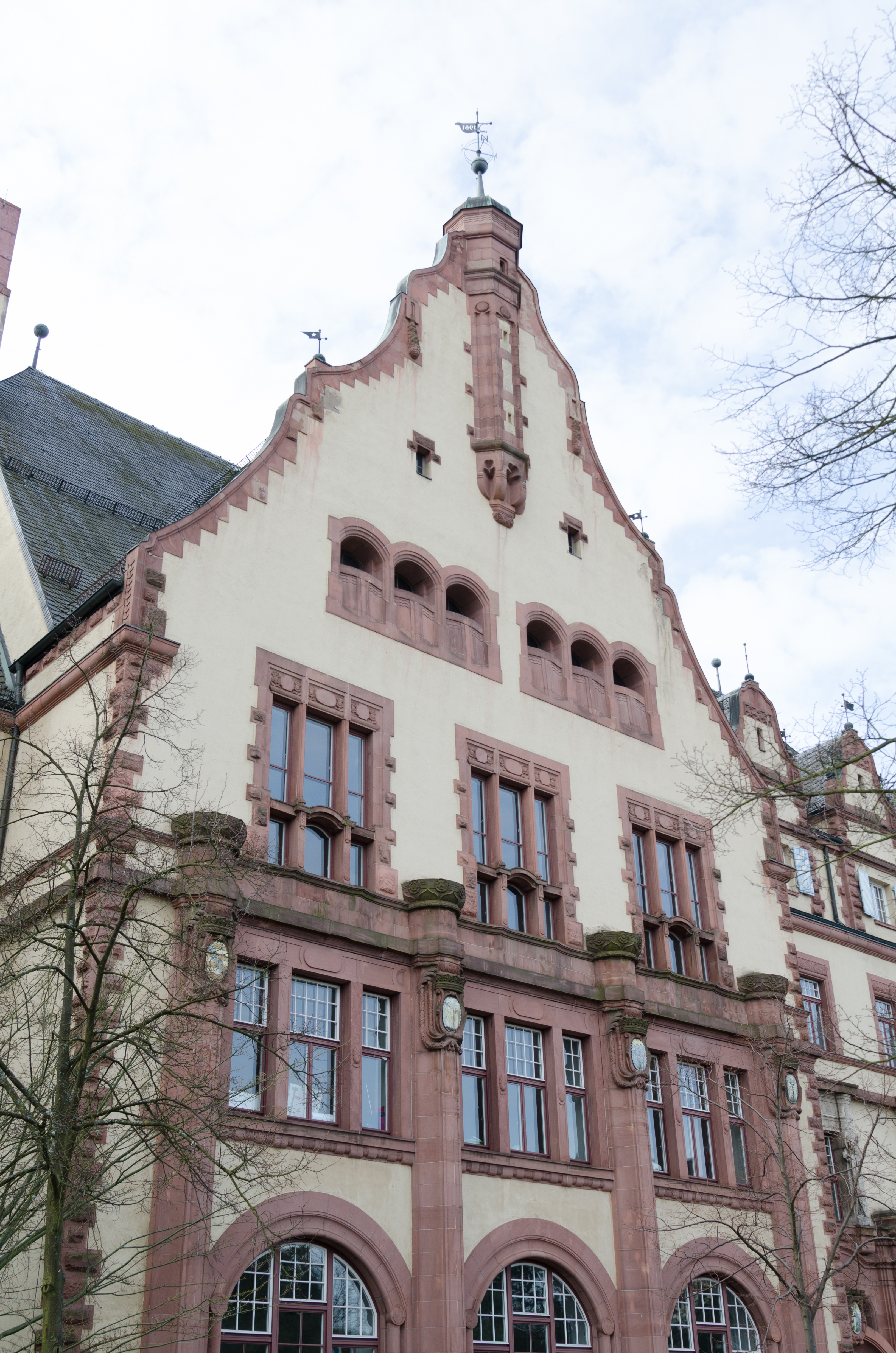
Die Giebelseite zur Grünewaldstraße

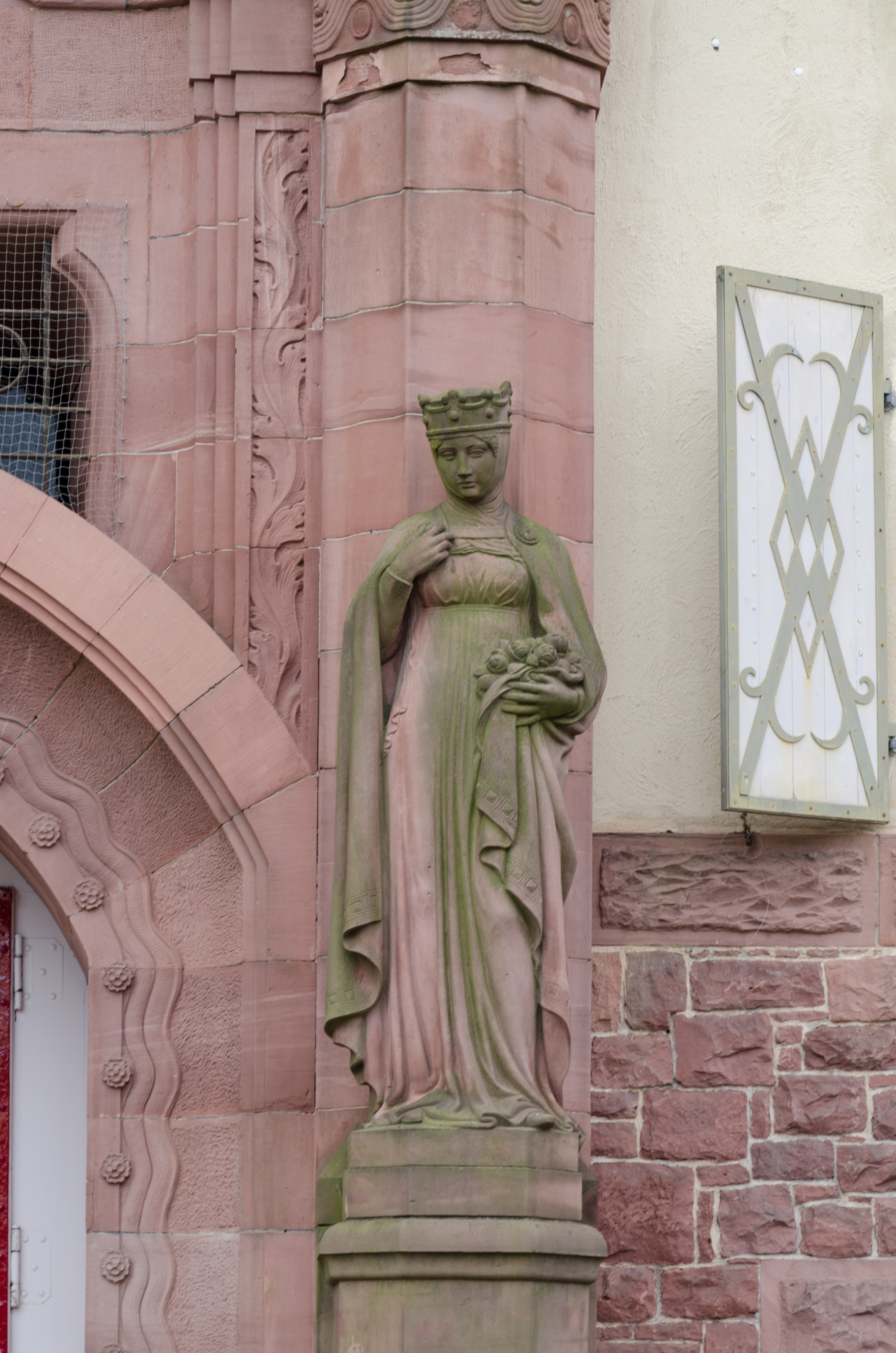
Sandsteinfigur am Eingang

- Partnerschulen in Saint-Germain-en-Laye (Frankreich)
- Avasi-Gymnasium in Miskolc
- Istituto Scientifico Statale G. Bruno in Mestre/Venedig (Italien)
- Grammar School und High School in Perth (Schottland)
- Secondary School in Kildare (Republik Irland)
- Hongkong (China)
- Metz (Frankreich)

## Schulanlage
Der Jugendstilbau (fränkischer Renaissancestil) in der Grünewaldstraße entstand in den Jahren 1905 bis 1906. Zwischen 1978 und 1985 ließ der Freistaat Bayern das unter Denkmalschutz stehende Gebäude mit einem Aufwand von 23,5 Millionen DM restaurieren und erweitern. Von Herbst 2005 bis Juni 2006 erhielt die Schule einen mit zehn weiteren Klassenräumen ausgestatteten Neubau auf dem Wittelsbacher Ring. In den Folgejahren kam durch Um- und Anbaumaßnahmen eine Mensa hinzu und die historische Bibliothek – eine ehemalige Kapelle mit Empore – wurde restauriert.

## Ehemalige Schüler
- Anneliese Michel (1952–1976), letztes deutsches Opfer des Großen Exorzismus durch katholische Geistliche
- Burkard Schliessmann, Konzertpianist und Hochschullehrer
- Matthias Stickler (* 1967), Historiker am Lehrstuhl für Neueste Geschichte der Universität Würzburg
- Elke Schüßler (* 1978), Wirtschaftswissenschaftlerin an der Leuphana Universität Lüneburg
- Antonia Staab (* 2000), Influencerin, Webvideoproduzentin sowie Twitch-Streamerin
- Noah Alibayli (* 2001), Schauspieler